# Ravenden Springs
Ravenden Springs – miasto w Stanach Zjednoczonych, w stanie Arkansas, w hrabstwie Randolph.